# Jistina
Jistina (anglicky principal) je základní peněžní částka, která byla půjčena nebo která tvořila vklad. K ní se připisují úroky, což je odměna za její poskytnutí. Tyto úroky, stejně jako úroky z prodlení nebo poplatek z prodlení, tvoří příslušenství jistiny.[zdroj?]